# Maakarinsalmi
Maakarinsalmi är ett sund i Finland.  Det ligger i Ijo i landskapet Norra Österbotten, i den centrala delen av landet, 600 km norr om huvudstaden Helsingfors.